# Давид Рилски
Давид Рилски е български монах, игумен на Рилския манастир (1463 – 1478).

## Биография
Давид е син на Яков, епископ на Крупнишката епархия. Предполага се че е от велбъждски болярски род. Заедно с баща си напуска Велбъжд и се заселва в близкото село Граница.
Към средата на ХV век заедно с братята си Йоасаф и Теофан възстановяват Рилския манастир. Той е вторият игумен на манастира след възстановяването му, избран през 1463 г.
На 6 юни 1466 г. сключва писмен договор с руския светогорски манастир „Свети Пантелеймон“ за взаимна помощ.
Със съдействието на Мария, вдовица на султан Мурад II (1451-1481), заедно с брат си Теофан успява да издейства през 1469 г. пренасянето на мощите на Свети Иван Рилски от Търново в Рилския манастир.
През 1469 г. игумен Давид заедно с цялото монашеско братство посреща мощите на светеца. По времето на пренасянето на мощите Давид построява църквата в стария манастирски метох Орлица.